# پروژه خرد
پروژه خرَد (به انگلیسی: Project Reason) بنیادی در آمریکاست که اهدافش، ترویج دانش علمی و ارزش‌های سکولار در جامعه معرفی شده‌است.

## تاریخچه
سم هریس و همسر او آناکا هریس در سال ۲۰۰۷ این بنیاد را تاًسیس کردند. در وبگاه این بنیاد آورده شده:
این پروژه از استعداد جمعی روشنفکران برجسته و خلاق، از طیف گسترده‌ای از رشته‌ها بهره خواهد گرفت: در علم، حقوق، ادبیات، سرگرمی و فناوری اطلاعات و دیگر رشته‌ها، به تشویق تفکر انتقادی و سیاست‌های عمومی خردمندانه می‌پردازد. همچنین به برگزاری کنفرانس، ساخت فیلم، پشتیبانی از پژوهش‌های علمی و نظرسنجی، جایزه کمک‌مالی به دیگر بنیادهای غیرانتفاعی، و حمایت از قربانیان عقیدتی و روشنفکران عمومی می‌پردازد، با هدف فرسودن تأثیر عقاید متعصبانه و خرافه در جهان.
به گفته سم هریس اولین نیاز فوری ساخت منابع سکولار بهتر در اینترنت است. کاربران ثبت‌نام‌شده می‌توانند مقاله‌ها، ویدیوها، مصاحبه‌ها و دیگر مطالب را بفرستند. همچنین کاربران تشویق به کمک مالی می‌شوند زیرا به گفته وی «سازمان‌های پیشروی مذهبی با بودجه‌ای بیشتر از ۱۰۰ میلیون دلار در سال کار می‌کنند. و هنوز هیچ بنیاد سکولاری در جهان در این حجم وجود ندارد، ولی شما می‌توانید آن را بسازید!»

## مشاوران هیئت مدیره
- پیتر اتکینز - استاد شیمی دانشگاه آکسفورد
- ریچارد داوکینز - استاد سابق چارلز سیمونی برای آموزش عمومی علم در دانشگاه آکسفورد
- دنیل دنت - استاد آستین فلتچر فلسفه و متصدی مرکز مطالعات شناختی دانشگاه تافتز
- آیان حرصی علی - نماینده سابق پارلمان هلند، نویسنده کتاب‌های پرفروش نیویورک تایمز از جمله زندگی‌نامه کافر
- کریستوفر هیچنز (فوت شده) - نویسنده، خبرنگار و منتقد ادبی نویسنده کتاب خدا بزرگ نیست
- هارولد کروتو - مدیر بنیاد علم وگا، و برنده نوبل شیمی ۱۹۹۶
- بیل مار - کمدین، نویسنده و میزبان زمان واقعی با بیل مار
- ایان مک‌یوون - رمان‌نویس برنده جوایز
- استیون پینکر - استاد گروه فلسفه دانشگاه هاروارد
- سلمان رشدی - نویسنده صاحب جایزه من بوکر
- لاورنس کراوس -استاد گروه فیزیک و اکتشاف زمینی و فضایی، و مدیر ابتکار آریجین دانشگاه آریزونا
- استیون واینبرگ (فوت شده) - صندلی جوسی رجنتال علم در دانشگاه آستین تگزاس، نوبل فیزیک ۱۹۷۹